# Chrysopilus orphnopterus
Chrysopilus orphnopterus Santos & Amorim, 2007 è un dittero appartenente alla famiglia Rhagionidae.

## Etimologia
Il nome proprio della specie deriva dal greco ὁρφνός, cioè orphnòs, che significa fosco, cupo e πτέρον, cioè ptéron, che significa ala, ad indicare il colore bruno delle ali.

## Caratteristiche
L'olotipo maschile rinvenuto ha lunghezza totale è di 8,8-9,0mm; la lunghezza delle ali è di 5,5mm.

## Distribuzione
La specie è stata reperita nel Brasile sudorientale: nello stato di São Paulo, nei pressi della località di Ilha dos Búzios, è stato rinvenuto l'olotipo maschile.

## Tassonomia
Al 2015 non sono note sottospecie e dal 2007 non sono stati esaminati nuovi esemplari.